# Santa Rita Segunda
Santa Rita Segunda är en ort i Mexiko.   Den ligger i kommunen Tacámbaro och delstaten Michoacán de Ocampo, i den södra delen av landet, 250 km väster om huvudstaden Mexico City. Santa Rita Segunda ligger 1 772 meter över havet och antalet invånare är 442.
Terrängen runt Santa Rita Segunda är lite bergig. Runt Santa Rita Segunda är det ganska tätbefolkat, med 80 invånare per kvadratkilometer. Närmaste större samhälle är Tacámbaro de Codallos, 9,4 km öster om Santa Rita Segunda. I omgivningarna runt Santa Rita Segunda växer huvudsakligen savannskog.